# エゾイシカゲガイ
エゾイシカゲガイ（蝦夷石蔭貝、蝦夷石陰貝、Clinocardium californiense）はマルスダレガイ目ザルガイ科の二枚貝でジェラール・ポール・デエーによって1839年に命名された。 カタログ・オブ・ライフでは亜種としている。

## 脚註
1. ↑  (1996),データベースNODC分類コード
2. ↑  Turgeon,D.D.A.E.Bogan,E.V.Coan,W.K.アイチーエマソン,W.G.リヨン,W.プラット,et al. (1988)共通科学名水棲無脊椎動物からの米国及びカナダ:軟体動物アメリカ水産学会特別掲載16
3. ↑  Turgeon,D.D.J.F.クイン-ジュニア-リスク以外のリスクにつBogan,E.V.Coan,F.G.Hochberg,W.G.リヨン,et al. (1998)と共通などの学名の水棲無脊椎動物からの米国及びカナダ:軟体動物,2nd ed., アメリカ水産学会特別掲載26
4. 1 2  isby F.A., Roskov Y.R., Orrell T.M., Nicolson D., Paglinawan L.E., Bailly N., Kirk P.M., Bourgoin T., Baillargeon G., Ouvrard D. (red.) (2011年). “Species 2000 & ITIS Catalogue of Life: 2011 Annual Checklist.”.   Species 2000: Reading, UK.. 2012年9月24日閲覧。
5. ↑  ITIS：統合の分類学的情報システムです。